# Кэмпбелл, Пол-Анри

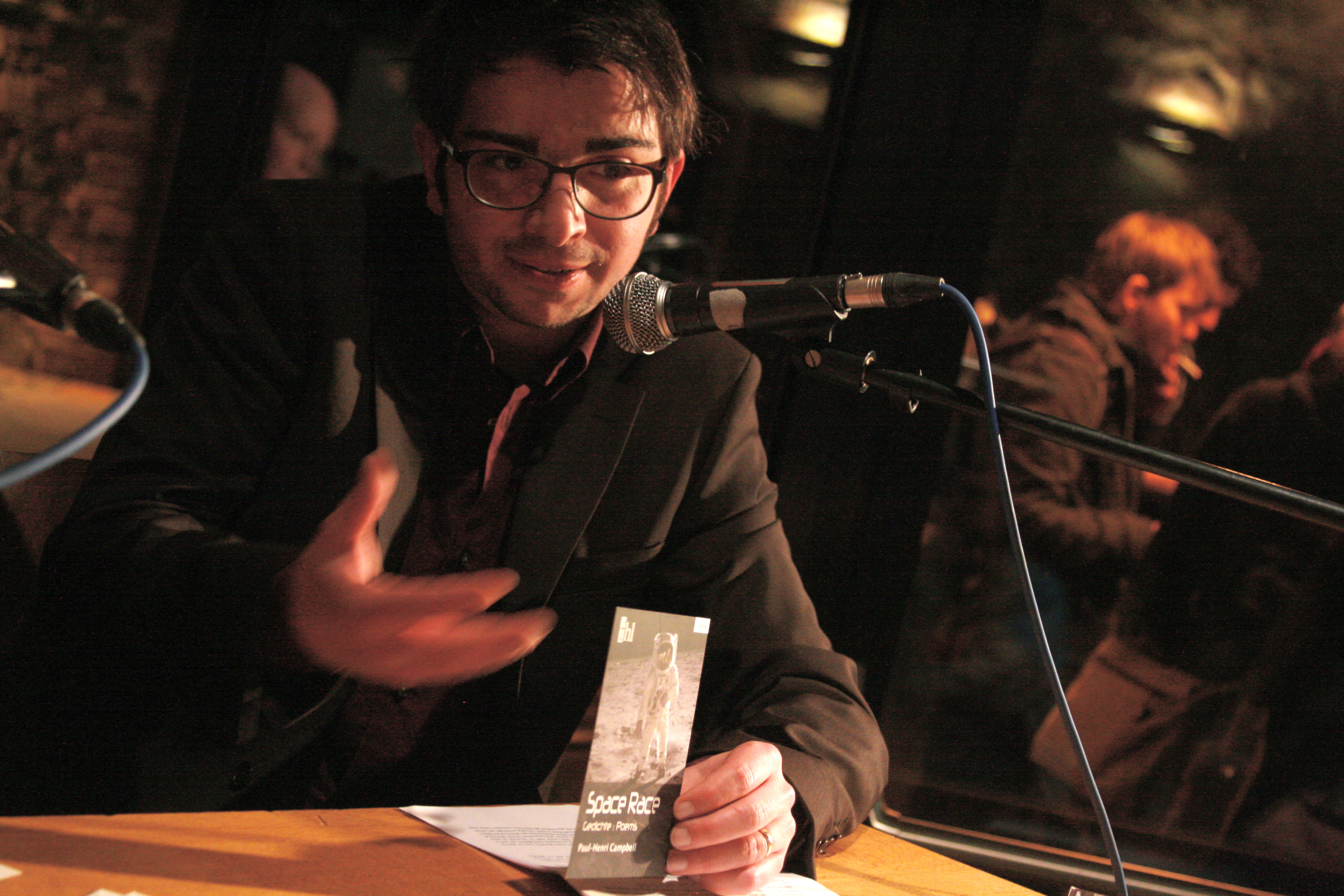
Пол-Анри Кэмпбелл во время чтения одной из своих лекций в Лейпциге, 2012

Пол-Анри Кэмпбелл (англ. Paul-Henri Campbell; род. 1982, Бостон, Массачусетс) — немецко-американский писатель.
Пол-Анри Кэмпбелл — двуязычный автор, пишущий поэзию и прозу как на английском, так и на немецком языках. Он изучал классическую филологию (древнегреческий язык) и католическую теологию в Ирландском национальном университете и Франкфуртском университете имени И. В. Гёте
В своих произведениях Кэмпбелл стремится отыскать мифологии настоящего. Свою прозу он характеризует как мифический реализм. Наряду с отдельными сборниками стихов и рассказов он опубликовал множество статей в различных немецких и американских литературных журналах, таких как Lichtungen, Purnev Literary Magazine, Hessischer Literaturbote, entwürfe, KGB Magazine, außer.dem)

## Биография
Пол-Анри Кэмпбелл — сын офицера американской армии и немецкой медсестры. Он родился и вырос в Массачусетсе, однако школу окончил в Баварии, куда позднее переехали его родители. С самого рождения Кэмпбелл страдает от тяжелой болезни, наложившей отпечаток на его творчество — врожденного порока сердца. В возрасте 24-х лет ему был имплантирован электростимулятор сердца

## Творчество
Эпические произведения Кэмпбелла характеризуюся широким применением трагической иронии, вследствие чего видимо упорядоченные описания персонажей и контекстов действия вовлекаются в трудно разрешимое внутреннее противоречие. В большинстве случаев данное противоречие возникает в ситуациях, в которых сталкиваются желаемое и должное. Ключевым моментом здесь выступает тематизация Кэмпбеллом основополагающего человеческого опыта, например, любви. В своей рецензии к сборнику meinwahnstraße Ральф Юльке (Ralf Julke), главный редактор Leipziger Internet Zeitung, заметил в этой связи:
«[Это те ситуации], в которых совершенно не ясно, имеет ли вообще то, что в них переживается, какое-либо отношение к любви. Возможно это всего лишь одержимость, эмоциональный сбой, не более как обман. Истинная любовь?  – Нет. Определенно нет. Тематически многое из того, о чем повествует Кэмпбелл, можно найти у Раймонда Карвера. Даже если у Карвера и нет тех последствий, которые имеют истории Кэмпбелла. Ибо истории Кэмпбелла имеют последствия. Они не только являются историями человеческих отношений, довольно неустойчивых, полных неопределенности, ощущения пустоты, бездны, ложных оснований. Для них также характерна сильная тенденция к финальной катастрофе» 
Лирика Кэмпбелла развертывается в сценических образах мифов повседневности. В этом он близок как к традиции символизма так и к поэзии вещей (Dinggedicht). Лирическими темами его стихотворений выступают такие объекты как Pontiac Firebird Trans Am, поезд маршрута А Нью-Йоркского метро, дилдо или экспресс-знакомство. Кэмпбелл стремится не оставаться на уровне отдельного стихотворения, а концептуализировать свои лирические произведения в более широкой рамке. Так, его сборник стихотворений Space Race представляет собой лирическую переработку одной из сформировавших 20-й век мифологий — покорения Луны

## Публикации
- Duktus Operandi. Poetry, ATHENA-Verlag, Oberhausen 2010.
- Meinwahnstraße. Short Stories, fhl-Verlag, Leipzig 2011.
- Space Race. Gedichte: Poems, fhl-Verlag, Leipzig 2012.
- Benedikt XVI. Audio Book, (speakers: Andreas Herrler and Mirko Kasimir), Monarda Publishing House, Halle/Saale 2012.

## Награды
- 2012 — Премия за поэтический перевод от Dichtungsring (Бонн)[13]
- 2012 Poet-in-Residence Dresden (финалист с Carl-Christian Elze und Róža Domašcyna)[14]